# Оже-рекомбинация
 Оже-рекомбинация — механизм рекомбинации в полупроводниках, при котором лишняя энергия передаётся другому  электронному возбуждению. 
При рекомбинации электрона проводимости и дырки, электрон переходит  из  зоны проводимости в валентную зону. При этом он теряет энергию, которая приблизительно равняется ширине запрещённой зоны. Эта энергия должна передаться какой-нибудь другой частице или квазичастице: фотону, фонону или другому  электрону. Последний из перечисленных процессов называется оже-рекомбинацией по аналогии с эффектом Оже. Электрон, который получает выделенную энергию, переходит на высоковозбуждённый уровень в зоне проводимости. Это высоковозбуждённое состояние потом термализуется, постепенно отдавая энергию колебаниям кристаллической решётки.
Оже-рекомбинация существенна при высокой плотности носителей заряда в полупроводнике, поскольку требует столкновения трёх квазичастиц. Одновременная высокая концентрация электронов проводимости и дырок возможна при интенсивном возбуждении полупроводника светом.
В 2007 году было установлено, что оже-рекомбинация является причиной снижения эффективности светоизлучающих диодов при больших токах.

## Оже-рекомбинация экситонов
Оже-рекомбинация экситонов происходит при столкновении двух экситонов. При этом процессе оба экситона исчезают, а вместо этого возникает другое состояние с высокой энергией, которое со временем может релаксировать к одноэкситонному. Вероятность процесса оже-рекомбинации пропорциональна квадрату плотности экситонов: 
{\displaystyle R_{auger}=\gamma n^{2}},
где n — концентрация экситонов,  γ — коэффициент рекомбинации, который определяется подвижностью экситонов и радиусом их взаимодействия. 
Оже-рекомбинация уменьшает квантовый выход возбуждённого  кристалла.